# Trescasas
Cet article possède un paronyme, voir Trescases.
Trescasas est une commune de la province de Ségovie dans la communauté autonome de Castille-et-León en Espagne.

## Géographie
Il est délimité au nord par Espirdo, Cabanillas del Monte et Torrecaballeros, au sud par Palazuelos de Eresma, à l'est par la province de Madrid et à l'ouest par La Lastrilla et San Cristóbal de Segovia.

## Administration

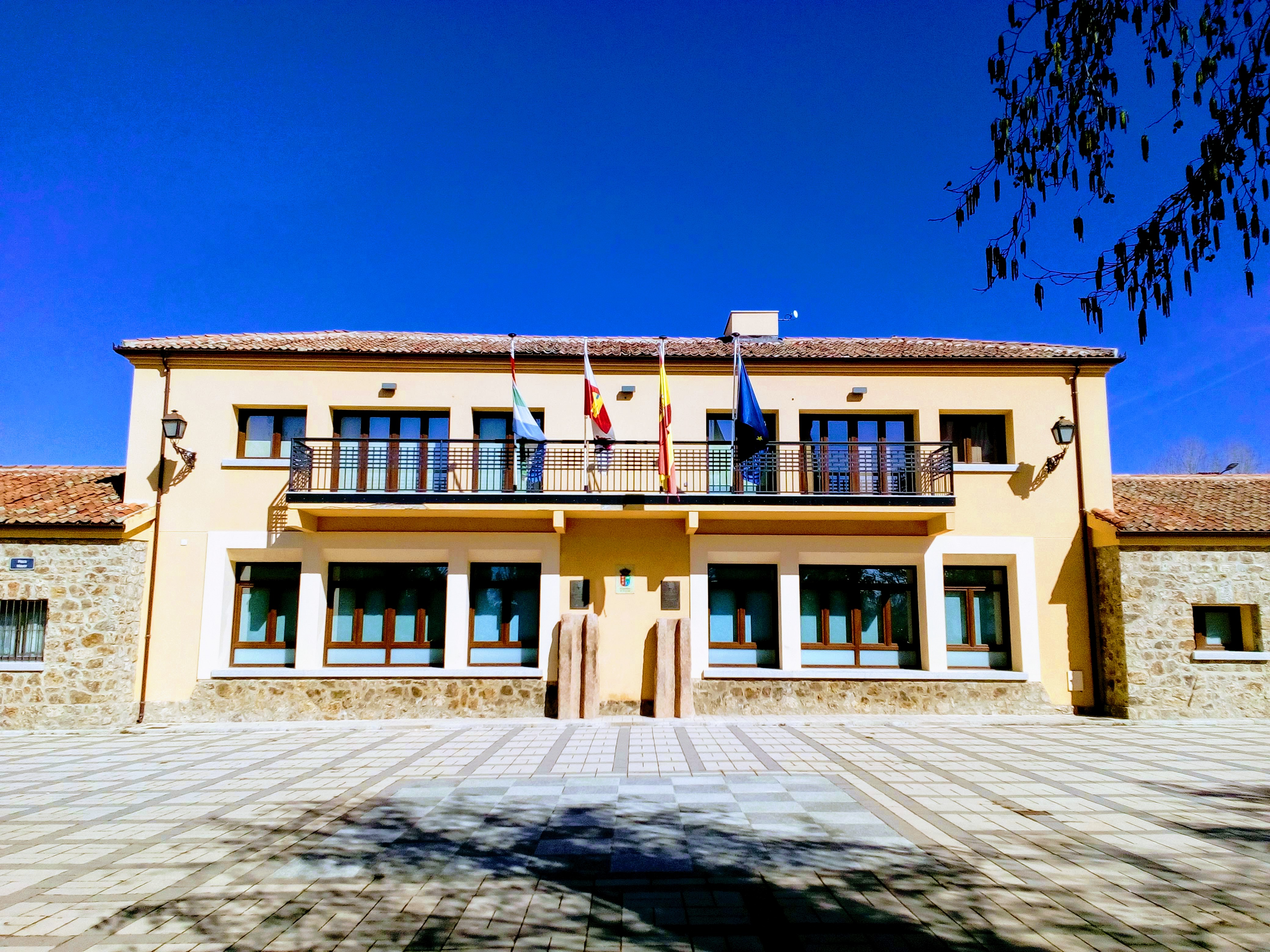
Hôtel de ville

## Économie
La société d'embouteillage de l'eau Bezoya se trouve dans la municipalité et dispose d'une usine d'extraction et d'embouteillage de l'eau similaire à celle d'Ortigosa del Monte.

## Sites et patrimoine
- Église de l'Immaculée-Conception (Iglesia de la Immaculada Concepción)
- Église San Miguel